# Bounty (chocolat)
Pour les articles homonymes, voir Bounty.
Bounty est une barre de chocolat produite par Mars Incorporated depuis 1951 et vendue mondialement.

## Description
La barre est remplie de noix de coco et est couverte avec du chocolat au lait (vendue dans un emballage bleu) ou du chocolat noir (vendue dans un emballage rouge) et est un des rares chocolats à être séparé dans un même emballage[pas clair]. Ses publicités télévisuelles ont tendance à faire jouer des jeunes hommes et femmes légèrement vêtues sur des plages tropicales.
Bien que Mars soit une société américaine, les barres Bounty ont été disponibles en Grande-Bretagne depuis 1951, au Canada avant les États-Unis depuis le milieu des années 1950, et en France depuis 1960. Une barre similaire à la noix de coco est vendue aux États-Unis sous le nom de Mounds (en) par Hershey's.
Contrairement aux autres barres chocolatées commercialisées par Mars Chocolat France, le produit ne contient pas d'huile de palme, mais du beurre de cacao. En revanche, la version « glacée » du Bounty contient de l'huile végétale, et par conséquent, de l'huile de palme.
Le nom de la barre chocolatée est vraisemblablement tirée des productions culturelles traitant de la mutinerie du HMS Bounty, navire britannique chargé de transporter des îles pacifiques des plants d'arbre à pain pour établir des plantations aux Antilles et alimenter  à meilleur compte les esclaves des implantations britanniques.

## Informations nutritionnelles
Une barre Bounty de 28,5 g a pour ingrédients : sucre, noix de coco séchée (21 %), sirop de glucose, beurre de cacao, pâte de cacao, lait écrémé en poudre, émulsifiants (lécithine de soja, E471), lactose, beurre concentré, petit-lait en poudre, humectant (glycérol), sel, extrait naturel de vanille.